# Virginia (Nebraska)
Virginia – wieś w Stanach Zjednoczonych, w stanie Nebraska, w hrabstwie Gage.